# 芙蓉站 (韓國)
芙蓉站（：／ Buyong yeok */?）是湖南線沿線的一座鐵路車站，位於韓國全羅北道金堤市白鷗面。

## 历史
- 1914年1月1日 - 落成使用。

## 相鄰車站
韓國鐵道公社
湖南線
益山－芙蓉－臥龍